# Utleya costaricensis
Utleya costaricensis är en ljungväxtart som beskrevs av R.L. Wilbur och J.L. Luteyn. Utleya costaricensis ingår i släktet Utleya och familjen ljungväxter. Inga underarter finns listade i Catalogue of Life.